# Wishful thinking
Wishful thinking é uma expressão idiomática inglesa, às vezes traduzida como pensamento ilusório ou pensamento desejoso, usada na língua portuguesa, que certas pessoas pensam ser de difícil tradução. Significa tomar os desejos por realidade e tomar decisões ou seguir raciocínios baseados nesses desejos, em vez de em fatos ou na racionalidade. Pode ser entendido também como a formação de crenças de acordo com o que é agradável de se imaginar, ao invés de basear essas crenças na racionalidade. É um produto da resolução de conflitos entre crença e desejo. Em português a expressão, "vontade de crer" reproduz com precisão a ideia de "wishful thinking", como atesta a definição do dicionário Houaiss da Língua Portuguesa: "impulso que conduz o ser humano à crença em determinadas suposições, tais como os princípios da religião ou do livre-arbítrio, cuja legitimidade não depende de qualquer comprovação obtenível por meio de fatos ou dados objetivos, mas de sua utilidade psicológica e dos benefícios vitais que as acompanham."
Muitos estudos provaram que, se todas as outras condições se mantiverem iguais, os sujeitos irão prever que os resultados positivos são mais prováveis do que os resultados negativos. Entretanto, pesquisas recentes sugerem que sob certas circunstâncias, quando as ameaças aumentam, um fenômeno contrário ocorre.

## Alguns exemplos notórios dewishful thinking
- O economista Irving Fisher disse que "os preços das ações atingiram o que parece ser um patamar permanentemente elevado" algumas semanas antes da Terça-Feira Negra, em 1929, que desencadeou a Grande Depressão.[carece de fontes?]
- Paul Wolfowitz predisse que "uma explosão de alegria irá saudar os nossos soldados" nas vésperas da Guerra do Iraque de 2003.[carece de fontes?]
- O presidente americano John F. Kennedy acreditou que, se fossem derrotados pelas forças cubanas, os rebeldes apoiados pela CIA poderiam "escapar à destruição, fundindo-se com a paisagem", no fiasco da Baía dos Porcos.[3]

## Falácia
Além de ser um viés da autoconveniência e um caminho ruim para tomada de decisões, o wishful thinking é considerado como uma falácia em uma discussão quando se assume que, por causa de nossos desejos, alguma coisa pode ser verdadeira ou falsa; mas ela é, de fato, verdadeira ou falsa, independentemente dos nosssos desejos. Esta falácia tem a forma "Eu desejo que P seja verdadeiro/falso, portanto P é verdadeiro/falso."